# グラニー平和部隊

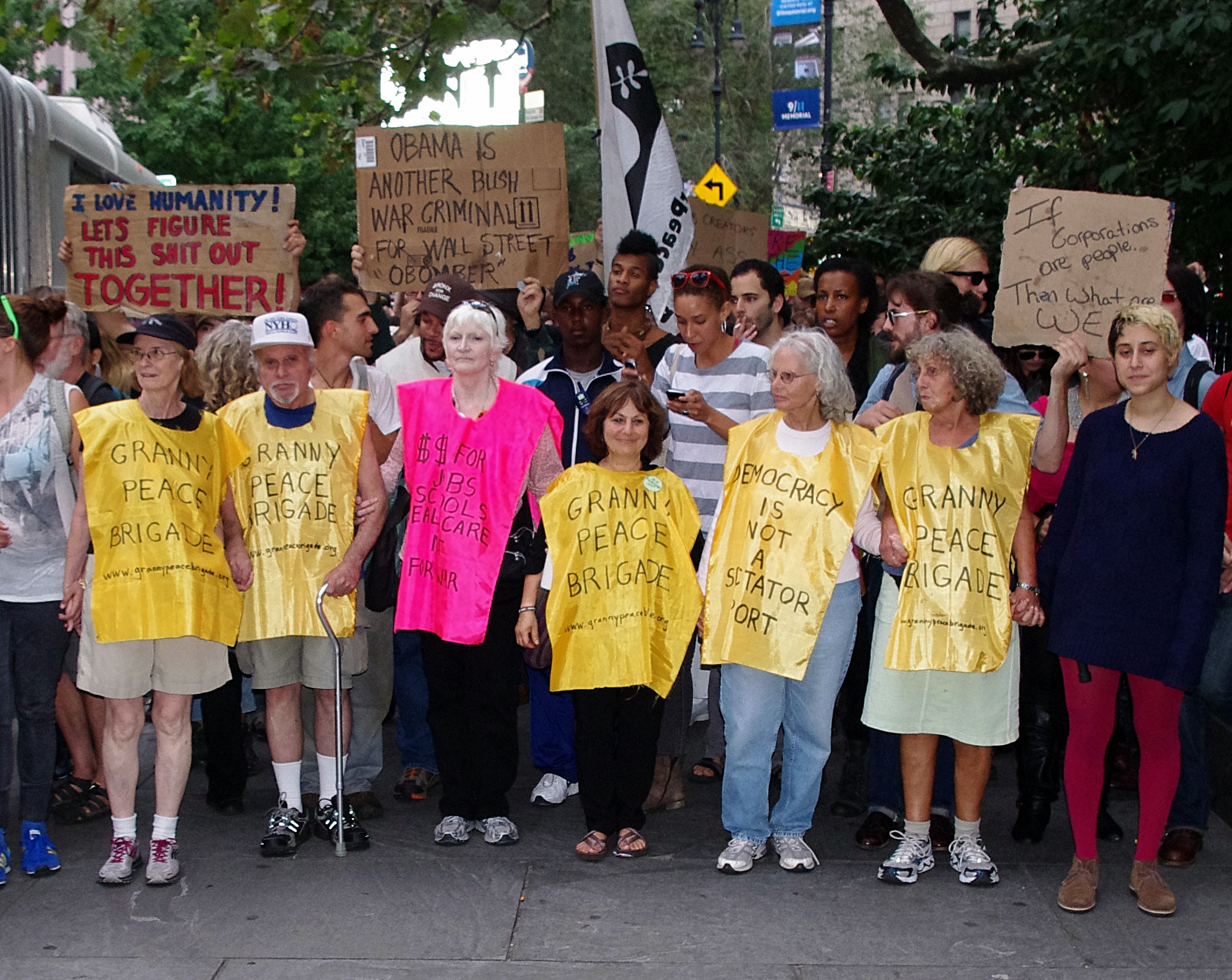
ウォール街を占拠せよ に参加 (2011年10月)

グラニー平和部隊 （Granny Peace Brigade, GPB）は戦争に反対する年配の女性の団体で、法にのっとる世界平和の実現を目指して生まれた。支部ごとに地元に根ざした反戦運動を行う (本拠地はニューヨーク市) 。すべての人々、特に子どもたちに平安な社会が訪れることを目標にしており、女性主体の市民団体 Code Pink (英語版) 、The Raging Grannies (英語版) や反戦運動の母体 Peace Action と連帯してデモに参加することが多い。

## 沿革

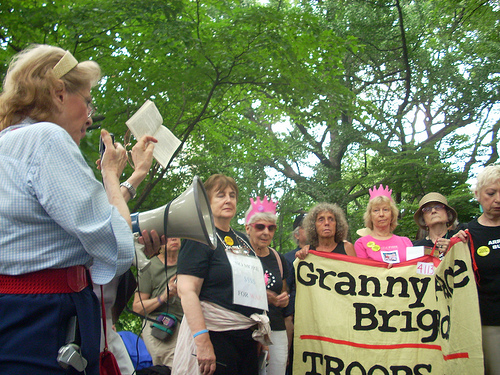
セントラルパークでグラニー平和部隊が呼びかけた「憲法第一条」デモ (2008年ニューヨーク市)

2005年10月17日、いくつかの団体 (後述) を代表する年配の女性 (グラニーは「おばあちゃん」のこと) が集まりタイムズスクエアのアメリカ軍新兵登録センターで募兵担当者につめよると、若者たちの代わりに自分たちが兵役についてイラク戦争へ出兵、あまんじて前線で使い捨ての扱いを受けると主張したときに活動が芽生えたのである。そののち独自の団体をつくると改めてグラニー平和部隊という名称を決め、活動を続ける。
アメリカの徴兵策に抗議した試みは、自分の息子が戦死した意味をブッシュ大統領にただしたキャンディー・シーハンに対して賛否両論がわいた例に見るように、アメリカ国内でイラク戦争反対の声が女性からあがった先例であり、徴兵に反対する女性たちを逮捕した事件は大手新聞に報道される (無罪判決)。

## 団体の設立と活動
やがて団体を作ると政治的な姿勢を徐々に打ち出しはじめ、募兵阻止 (陸軍の募兵担当者を公立の学校に出入りさせない) 、世界各国の軍備反対、大統領候補への選挙資金集めに特定の宗教的な背景を持つ組織が行う電話勧誘作戦に抗議し、アメリカ軍基地が世界各地で起こす社会問題をめぐる討論会 Teach-Ins の開催、監視および攻撃能力を持たせたドローンの運用に反対して市議会と支持派の街頭活動家に声明を送るなど活動を広げていく。
団体の趣旨〈孫がいる世代の女性の集まり〉に沿って都市計画の運動家で彫刻家のリチャード・レジスター Richard Register の主張に賛同、クリスマスが近づくと (孫に限らず) クリスマスプレゼントに「戦争おもちゃはダメ」 No War Toys と呼びかけている。それぞれの支部の地元で市民に紛争地 (パレスチナ) の占領政策反対を呼びかけ、納税者として税金の使い道を指定できると教えるほか (Ms.Gizmo) 、アメリカ軍の基地や法人および政府の関連施設へ直接、抗議運動をしてきた。

### 関連する団体
GPB の創設メンバーが所属した団体。
- Code Pink (英語版)
- Grandmothers Against the War
- Gray Panthers Project Fund (英語版)
- Peace Action (英語版)
- The Raging Grannies (英語版)
- The Ribbon International (英語版)
- West Side Peace Action
- Women's International League for Peace and Freedom (英語版)